# Di-ethyleenglycol
Di-ethyleenglycol (vaak afgekort tot diglycol of DEG) is een kleurloze, reukloze, stroperige en wateraantrekkende vloeistof met een zoete smaak. Ze is volledig mengbaar met water.

## Synthese
Di-ethyleenglycol wordt bereid door etheenoxide met een overmaat water te reageren. Daarbij wordt mono-, di- en tri-ethyleenoxide gevormd, die door destillatie gescheiden worden.
(Mono-)ethyleenglycol kan ook omgezet worden tot di-ethyleenglycol door het te laten reageren met etheenoxide.

## Toepassingen
Oplossingen van water en di-ethyleenglycol worden gebruikt als koelvloeistof (antivriesmiddel). Net als glycol verlaagt di-ethyleenglycol het vriespunt van de oplossing en verhoogt het het kookpunt, en wel in hogere mate dan met glycol.
Het is een van de grondstoffen voor de productie van polyesterharsen en een intermediair product bij de synthese van andere organische verbindingen, zoals morfoline en 1,4-dioxaan.
Di-ethyleenglycol wordt soms gebruikt als oplosmiddel of verdunner voor nitrocellulose, kleurstoffen, kunstharsen, oliën en andere organische substanties; ook in inktpatronen en verven. Het kan gebruikt worden als vochtvasthoudend middel voor tabak, kurk, kleefstoffen en dergelijke.
Di-ethyleenglycol wordt in sommige cosmetica toegevoegd als viscositeitsregelaar, maskerende stof (om de smaak van een andere stof te maskeren), of oplosmiddel. Het wordt in cosmetica echter meer en meer vervangen door de minder schadelijke glycolethers. Een wetenschappelijk comité van de Europese Commissie heeft in 2008 aangeraden om di-ethyleenglycol niet meer toe te laten in cosmetische producten; enkel een restconcentratie van 0,1% zou nog als veilig beschouwd worden.

## Toxicologie en veiligheid
Di-ethyleenglycol is schadelijk bij opname door de mond, en kan effecten hebben op het centraal zenuwstelsel, de lever en de nieren. Vooral bij kinderen en nierpatiënten kan een blootstelling aan di-ethyleenglycol levensgevaarlijk zijn.
Er zijn verscheidene gevallen bekend van vergiftiging door (al dan niet opzettelijk) met di-ethyleenglycol besmette producten, soms met tientallen dodelijke slachtoffers:
- In 1937 stierven in de Verenigde Staten meer dan 100 mensen nadat ze het preparaat Elixir Sulfanilamide hadden genomen. Dat was geproduceerd met di-ethyleenglycol als oplosmiddel. De toxiciteit van het preparaat was niet getest vóór het op de markt kwam; de toenmalige regelgeving vereiste dit niet. Het voorval was de aanleiding voor het invoeren van een nieuwe wet, de Federal Food, Drug and Cosmetic Act van 1938.[3]
- In 1996 stierven in Haïti 85 kinderen aan acuut nierfalen. De oorzaak was een met di-ethyleenglycol gecontamineerde paracetamol-siroop.[4]
- In 2006 stierven in Panama 115 personen die een door de overheid verstrekte hoestdrank hadden gebruikt, die di-ethyleenglycol bevatte in plaats van glycerol. De hoestdrank bleek in China te zijn geproduceerd.[5]
- In 2022 stierven meer dan 300 kinderen - voornamelijk onder de vijf - aan acuut nierfalen in Gambia, Indonesië en Uzbekistan. De Wereldgezondheidsorganisatie (WHO) verklaarde dat deze sterfgevallen verband hielden met gecontamineerde hoestdrank en riep op tot onmiddellijke en gezamenlijke actie. “Deze verontreinigingen zijn giftige chemicaliën die gebruikt worden als industrieel oplosmiddel en als antivries. Zij kunnen zelfs in kleine hoeveelheden dodelijk zijn en zouden nooit in medicijnen voor moeten komen.” De hoestdranken waren zonder recept verkrijgbaar en bevatten hoge doseringen di-ethyleenglycol en ethyleenglycol.[6]

Andere gevallen van massavergiftiging met DEG in geneesmiddelen, zijn voorgekomen in Nigeria in 1990 (47 doden), Bangladesh in 1990-1992 (236 doden), Argentinië in 1992 (15 doden) en India in 1998 (36 doden).
Di-ethyleenglycol is ook aangetroffen in namaaktandpasta die doorgaans ook afkomstig is uit China.